# Гомельстекло
ОАО «Гомельстекло» (бел. Гомельшкло)— современное стекольное предприятие в Гомеле, единственный производитель листового полированного флоат стекла, с 2014 года — ламинированного стекла, с 2016 года — энергосберегающего стекла в Белоруссии.
Годовые мощности ОАО «Гомельстекло» по производству листового полированного стекла составляют более 40 млн м2 в год.
Один из крупнейших Европейских производителей закалённого стекла (1950000 м2 в год).

## История
- 13 января 1930 года правительством Белоруссии принято решение о строительстве стекольного завода в поселке Костюковка в 15 км от Гомеля.
- В феврале 1930 года разбита строительная площадка.
- 8 марта 1930 года в фундамент гончарного цеха будущего предприятия заложен первый камень.
- 5 ноября 1933 года изготовлена первая лента стекла (методом вертикального вытягивания из расплава). Эта дата считается официальным «днём рождения» предприятия, получившего название «Гомельский стекольный завод им. М. В. Ломоносова».
- В 1990 году начато строительство линии флоат-процесса по выпуску полированного стекла методом термического формования.
- В 1994 году стекольный завод преобразован в ОАО «Гомельстекло».
- 27 декабря 1996 года выпущены первые метры полированного стекла.
- В 2001 году налажено производство закаленного строительного стекла.
- В 2003 году налажено производство стекла произвольных форм (мебельное, перегородки, боковые автомобильные и т.п.).
- В декабре 2005 года введена в эксплуатацию линия по производству стеклопакетов строительного назначения по TPS-технологии (термопластичная изолирующая рамка).
- 25 марта 2010 года введена в эксплуатацию вторая линия по выпуску листового полированного стекла.
- В 2014 году введена в эксплуатацию линия по производству ламинированного стекла.
- В ноябре 2016 года введена в эксплуатацию линия по нанесению покрытий на стекло. Освоено производство стекла с низкоэмиссионным покрытием (энергосберегающего стекла).
- В феврале 2019 года освоено производство стекла с солнцезащитным покрытием (солнцезащитного стекла).

## Современное состояние
В 2017 году завод произвёл 35 269 тыс. м² листового стекла, 1086 тыс. м² безопасного закалённого стекла, 242 тыс. м² стеклоизделий для мебели, 595 тыс. м² полок-стекла для холодильников, 1044 тыс. м² стекла многослойного, 27 тыс. м² стеклопакетов, 1262 тыс. м² стекла с покрытием, 247,6 тыс. т кварцевого песка. Всего было произведено продукции на 245 млн руб. (около 120 млн долларов), предприятие закончило год с чистой прибылью в 5,4 млн руб. (2,7 млн долларов).
В 2017 году 83% продукции было экспортировано (в Украину, Россию, Польшу и другие страны).